# 苯甲脒
苯甲脒是一种含氮有机化合物，化学式C6H5C(NH)NH2，是最简单的芳基脒。